# 1986 dans les parcs de loisirs
| Années des parcs de loisirs : 1983 - 1984 - 1985 - 1986 - 1987 - 1988 - 1989    |
| Décennies des parcs de loisirs : 1950 - 1960 - 1970 - 1980 - 1990 - 2000 - 2010 |

## Parcs d'attractions

### Ouverture
- Beijing Shijingshan Amusement Park ( Chine) ouvert au public le 28 septembre.
- BillyBird Park Hemelrijk ( Pays-Bas) ouvert au public le 19 mai.
- Deltapark Neeltje Jans ( Pays-Bas) ouvert au public le 4 octobre.
- Kongeparken ( Norvège)
- Les Poussins, Parc de la Citadelle ( France)
- Mont Mosan ( Belgique)
- Silverwood Theme Park ( États-Unis)
- Tykkimäki ( Finlande) ouvert au public le 17 mai.

### Changement de nom
- Silver Dollar City Tennessee devient Dollywood ( États-Unis)
- Traumlandpark devient Neue Traumland ( Allemagne)

## Parcs aquatiques

### Ouverture
- Aqualibi ( France)
- Océade de Strasbourg ( France)[1]

## Événements
- Epcot ( États-Unis) reçoit l'Applause Award au titre de meilleur parc de loisirs du monde[2].

## Attractions
Ces listes sont non exhaustives.

### Montagnes russes

#### Délocalisations
| Nom                                 | Type/Modèle            | Constructeur      | Parc                            | Pays        | Anciennement                                 |
| ----------------------------------- | ---------------------- | ----------------- | ------------------------------- | ----------- | -------------------------------------------- |
| Avalanche Devenu La Vibora en 1995. | Bobsleigh              | Intamin           | Six Flags Over Texas            | États-Unis  | Sarajevo Bobsleds à Six Flags Magic Mountain |
| Colossus Devenu Laser en 1988.      | Assises                | Anton Schwarzkopf | Dorney Park & Wildwater Kingdom | États-Unis  | Colossus à Playcenter São Paulo              |
| Little Eagle                        | Métal                  | Mack Rides        | Myrtle Beach Pavilion           | États-Unis  | Little Eagle à NASCAR SpeedPark              |
| Looping Star                        | Assises / Silverarrow  | Anton Schwarzkopf | Ocean Beach Amusement Park      | Royaume-Uni | Looping Star à OK Corral                     |
| Silver Bullet                       | Assises / Looping Star | Anton Schwarzkopf | Frontier City                   | États-Unis  | Looping Star à Jolly Roger Amusement Park    |
| Wild One                            | Bois                   | Dinn Corporation  | Wild World                      | États-Unis  | Giant Coaster à Paragon Park                 |

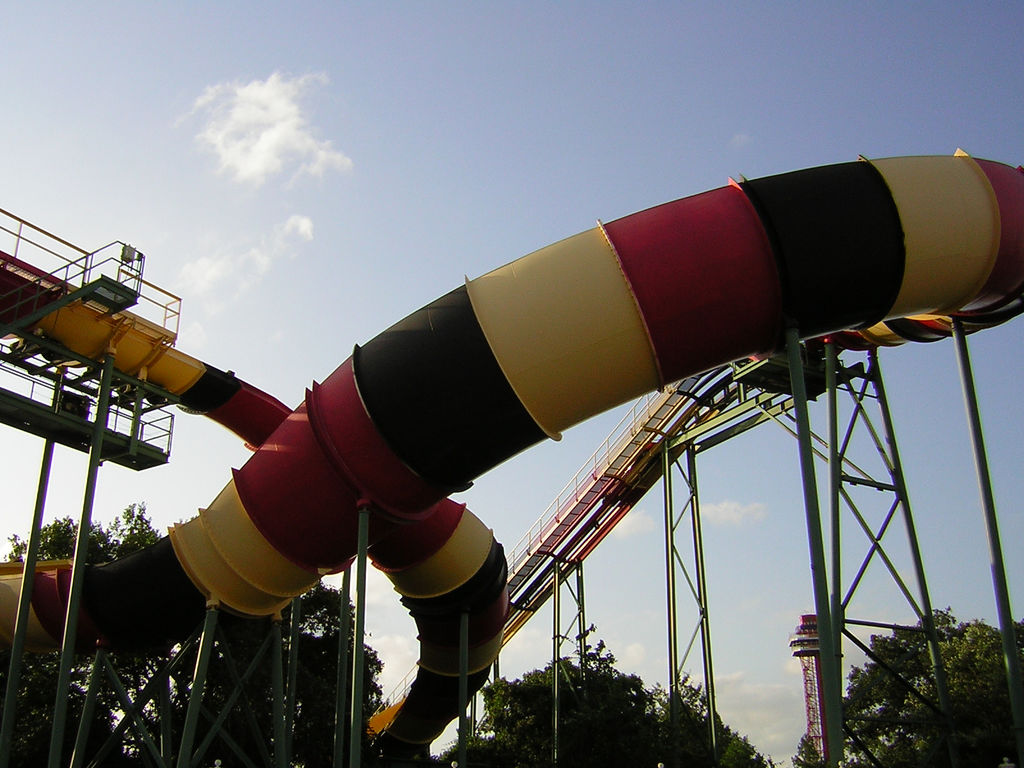
Avalanche à Six Flags Over Texas
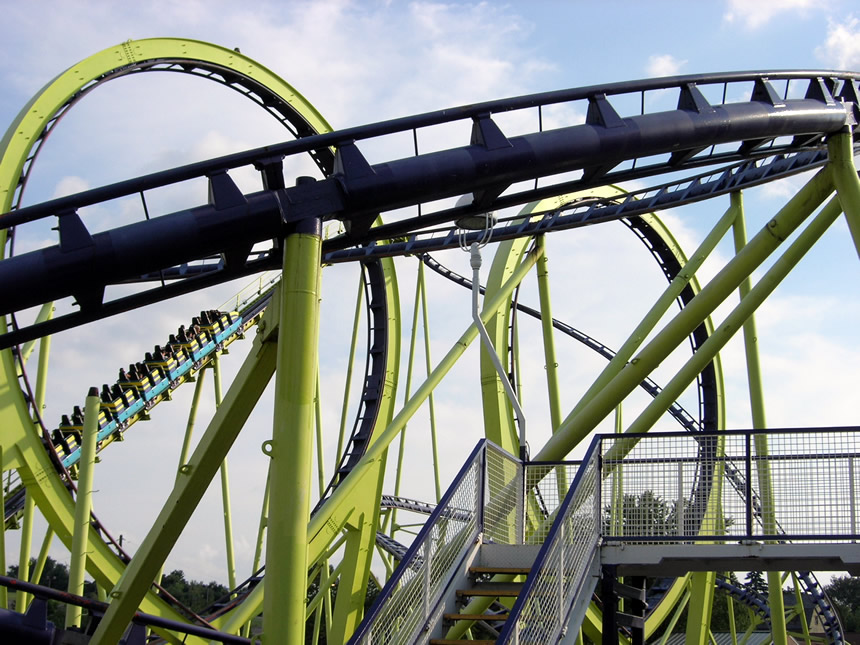
Laser à Dorney Park & Wildwater Kingdom
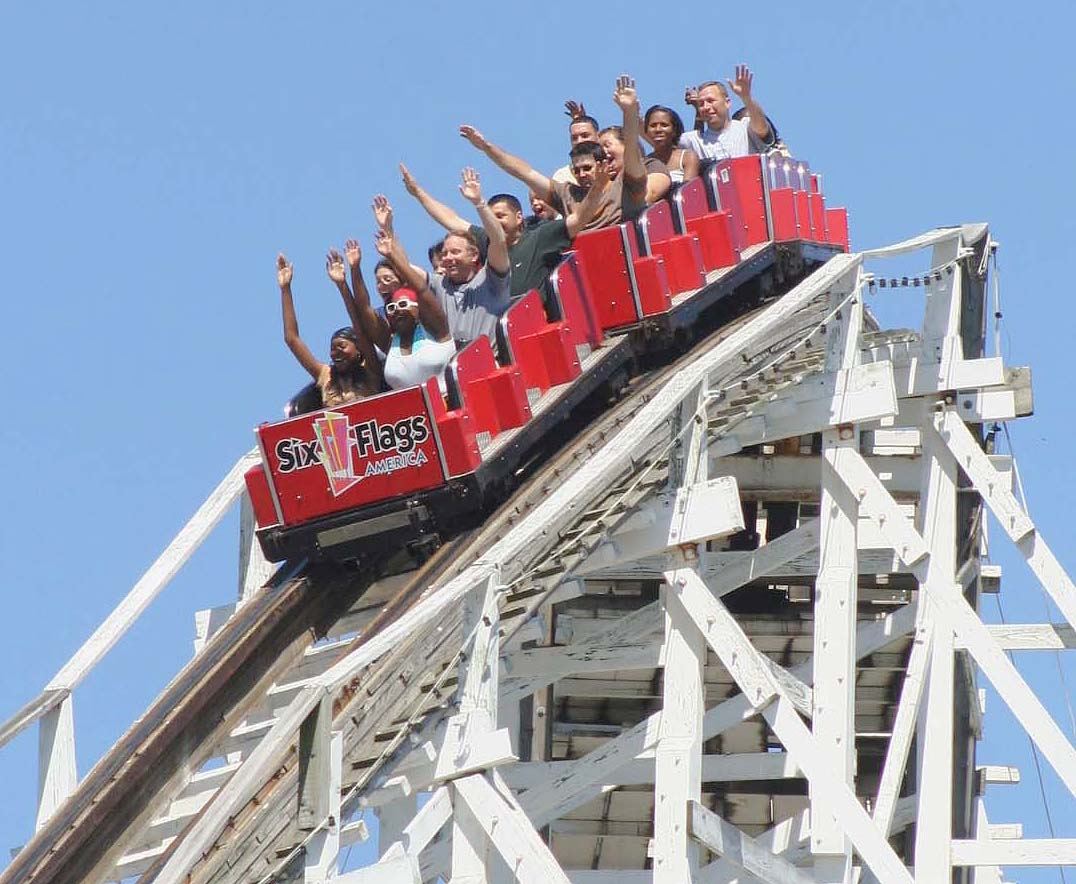
Wild One à Wild World

#### Nouveautés
| Nom                                         | Type/Modèle                    | Constructeur              | Parc                               | Pays        |
| ------------------------------------------- | ------------------------------ | ------------------------- | ---------------------------------- | ----------- |
| Alpenblitz                                  | E-Powered                      | Anton Schwarzkopf         | Neue Traumland                     | Allemagne   |
| Atomic Coaster                              | Assise                         | Senyo Kogyo (en)          | Beijing Shijingshan Amusement Park | Chine       |
| Black Hole                                  | Assise en intérieur/Jet Star 2 | Anton Schwarzkopf         | Avonturenpark Hellendoorn          | Pays-Bas    |
| Crazy Loop                                  | Assise/TL59                    | Pinfari                   | Flamingo Land Theme Park & Zoo     | Royaume-Uni |
| Crazy Roller Coaster                        | Assise                         | Vekoma                    | Nanhu Amusement Park               | Chine       |
| Grizzly                                     | Bois                           | Kings Island Construction | Great America                      | États-Unis  |
| Ladybird Devenu Snake In The Grass en 2005. | Junior                         | Zierer                    | Pleasurewood Hills                 | Royaume-Uni |
| Marienkäferbahn                             | Junior/Tivoli                  | Zierer                    | Fort Fun Abenteuerland             | Allemagne   |
| Montagne Russe                              | Assises Zyklon / Galaxi        |                           | Zoosafari Fasanolandia             | Italie      |
| Orkanens Øje                                | Assise/ZL42                    | Pinfari                   | Tivoli Friheden                    | Danemark    |
| Rasender Tausendfüßler                      | Junior/Tivoli                  | Zierer                    | Erlebnispark Tripsdrill            | Allemagne   |
| Scream Machine                              | Assise                         | Vekoma                    | Exposition spécialisée de 1986     | Canada      |
| Shockwave                                   | Debout                         | Togo                      | Kings Dominion                     | États-Unis  |
| Shockwave                                   | Debout                         | Intamin                   | Six Flags Magic Mountain           | États-Unis  |
| Tidal Wave                                  | Navette/Boomerang              | Vekoma                    | Trimper's Rides (en)               | États-Unis  |
| Tornado                                     | Assise                         | Vekoma                    | Tokyo Summerland                   | Japon       |
| Ultra Twister                               | Pipeline                       | Togo                      | Six Flags Great Adventure          | États-Unis  |

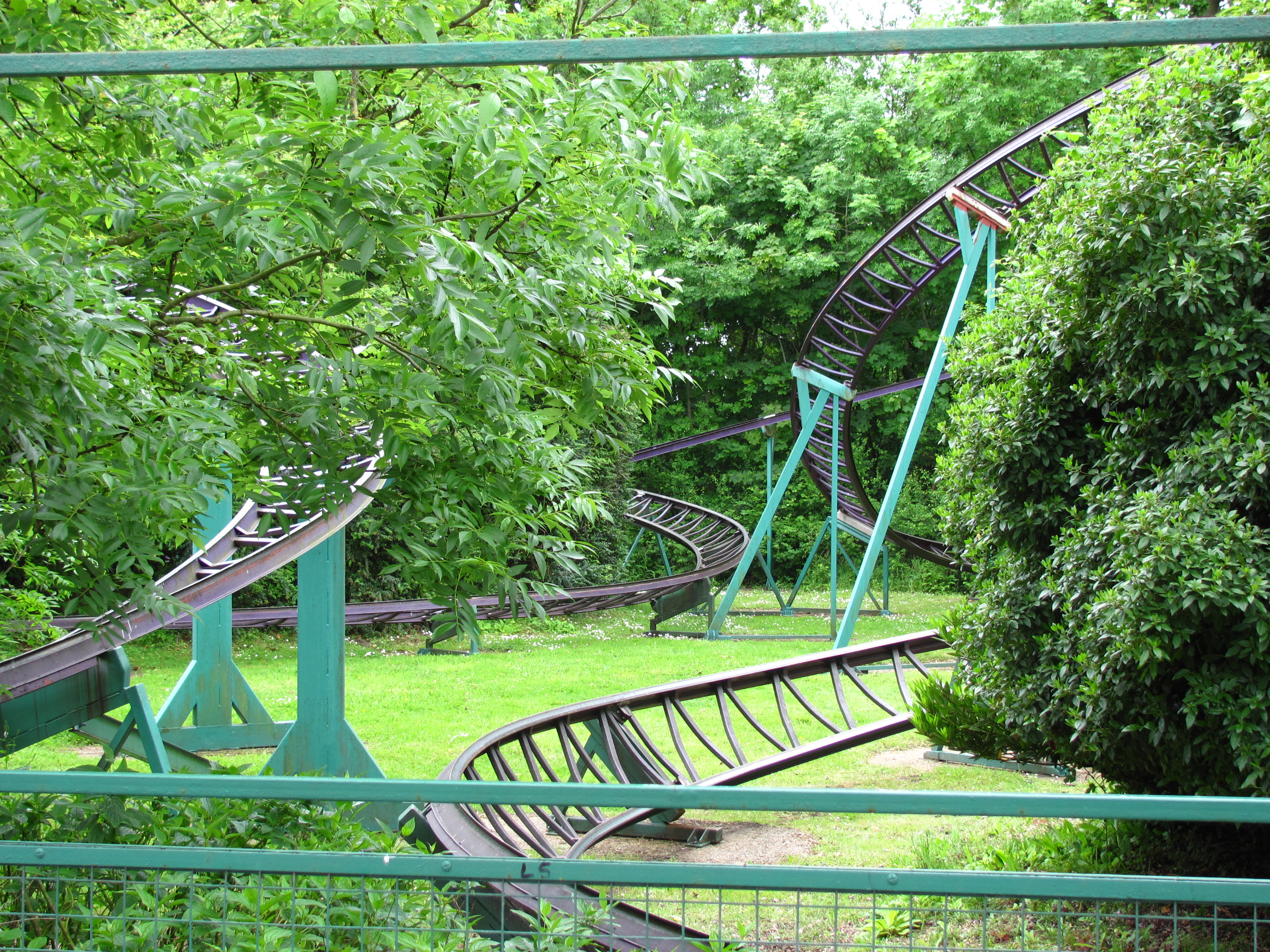
Ladybird à Pleasurewood Hills
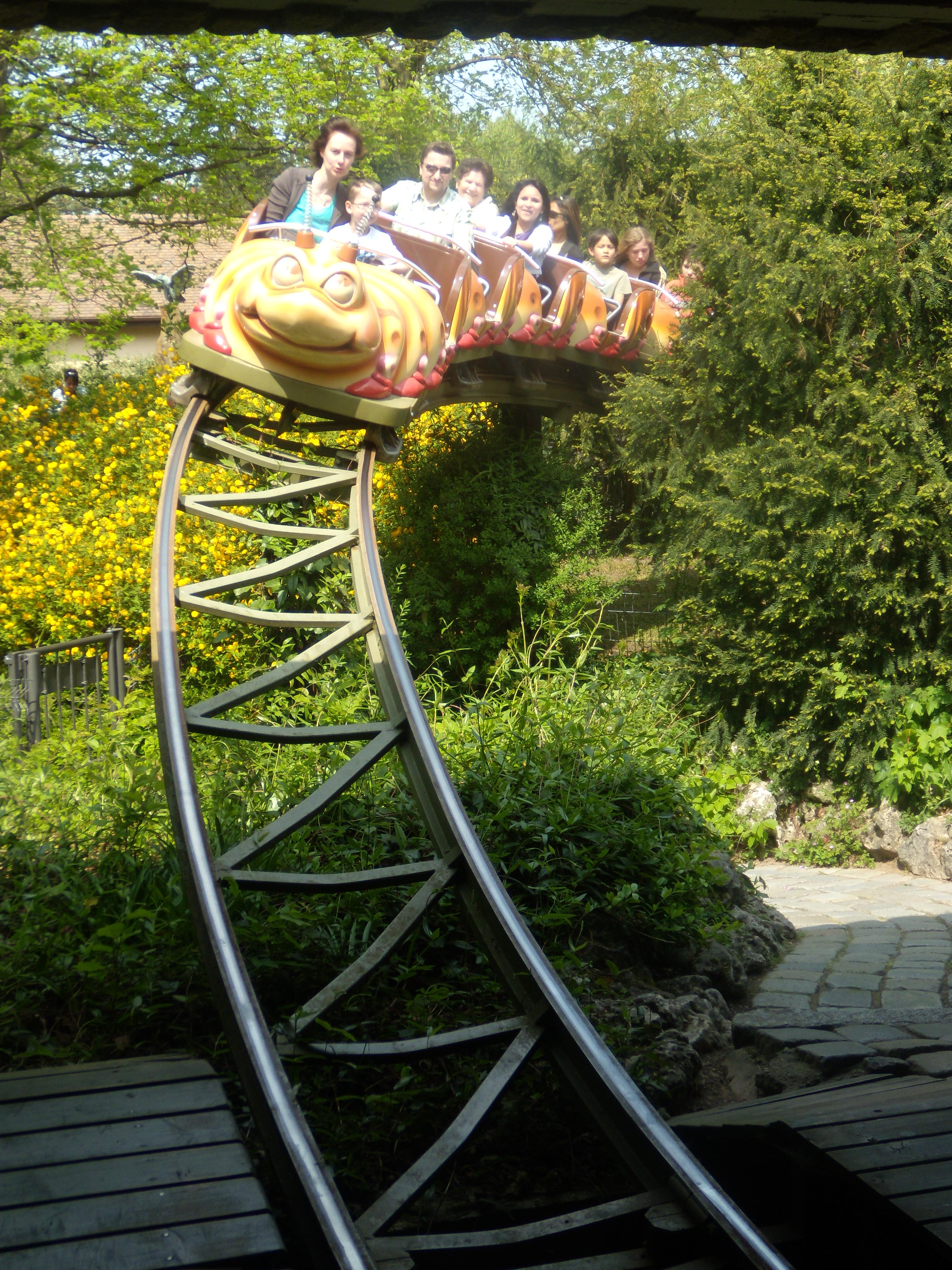
Rasender Tausendfüßler à Erlebnispark Tripsdrill
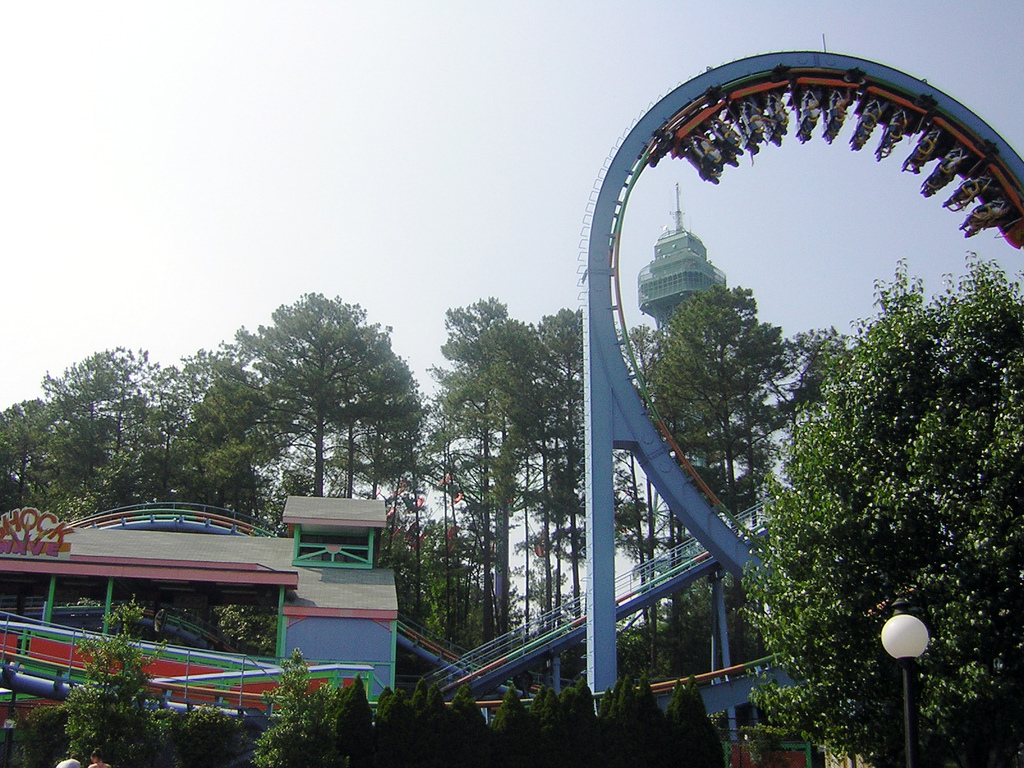
Shockwave à Kings Dominion

### Autres attractions
| Nom                                | Type/Modèle                  | Constructeur             | Parc                       | Pays        |
| ---------------------------------- | ---------------------------- | ------------------------ | -------------------------- | ----------- |
| Alice's Tea Party                  | Tasses                       | Walt Disney Imagineering | Tokyo Disneyland           | Japon       |
| American Journeys                  | Cinéma en Circle-Vision 360° | Walt Disney Imagineering | Tokyo Disneyland           | Japon       |
| Calypso                            | Calypso                      | Anton Schwarzkopf        | Tykkimäki                  | Finlande    |
| Colossus                           | Grande roue                  | Carrousel Holland B.V.   | Six Flags Over Mid-America | États-Unis  |
| Condor                             | Condor                       | Huss Rides               | Bobbejaanland              | Belgique    |
| Condor                             | Condor                       | Huss Rides               | Phantasialand              | Allemagne   |
| Congo River Rapids                 | Rapids Ride                  | Intamin                  | Alton Towers               | Royaume-Uni |
| Fata Morgana                       | Croisière scénique           | Intamin                  | Efteling                   | Pays-Bas    |
| Mississippi-Dampfer                | Croisière en bateau          |                          | Heide Park                 | Allemagne   |
| Pirates of the Caribbean           | Barque scénique              | Walt Disney Imagineering | Tokyo Disneyland           | Japon       |
| Rio Salto                          | Bûches                       | Reverchon                | Walibi Wavre               | Belgique    |
| Rocky's Rapids                     | Bûches                       | Arrow Dynamics           | Indiana Beach              | États-Unis  |
| Sea World Mono Rail                | Monorail                     | CWA Constructions        | Sea World                  | Australie   |
| Skylab                             | Enterprise                   | Huss Rides               | Kings Island               | États-Unis  |
| Smoky Mountain River Rampage       | Rivière rapide en bouée      | Intamin                  | Dollywood                  | États-Unis  |
| Soleil Levant                      | Enterprise                   | Anton Schwarzkopf        | OK Corral                  | France      |
| Splashwater Falls                  | Shoot the Chute              | Hopkins Rides            | Six Flags Great America    | États-Unis  |
| Splashwater Falls                  | Shoot the Chute              | Hopkins Rides            | Six Flags Over Georgia     | États-Unis  |
| Splash Devenu Maya Splash en 2012. | Bûches                       | Mack Rides               | TéléCoo                    | Belgique    |
| Suihkio                            | Carrousel                    | Kaspar Klaus             | Tykkimäki                  | Finlande    |
| Super-Splash                       | Shoot the Chute              | Intamin                  | Hansa-Park                 | Allemagne   |
| Taifun                             | Condor                       | Huss Rides               | Tykkimäki                  | Finlande    |
| The Living Seas                    | Pavillon                     | Walt Disney Imagineering | Epcot                      | États-Unis  |
| Thunder Canyon                     | Rivière rapide en bouée      | Intamin                  | Cedar Point                | États-Unis  |
| Thunder River Rapids               | Rivière rapide en bouée      |                          | Dreamworld                 | Australie   |
| Tømmerrenna Nilen                  | Bûches                       | Mack Rides               | Dyreparken                 | Norvège     |
| Wildwaterbaan                      | Bûches                       | Intamin                  | Attractiepark Slagharen    | Pays-Bas    |
| Yllätysten talo                    | Palais du rire               |                          | Tykkimäki                  | Finlande    |

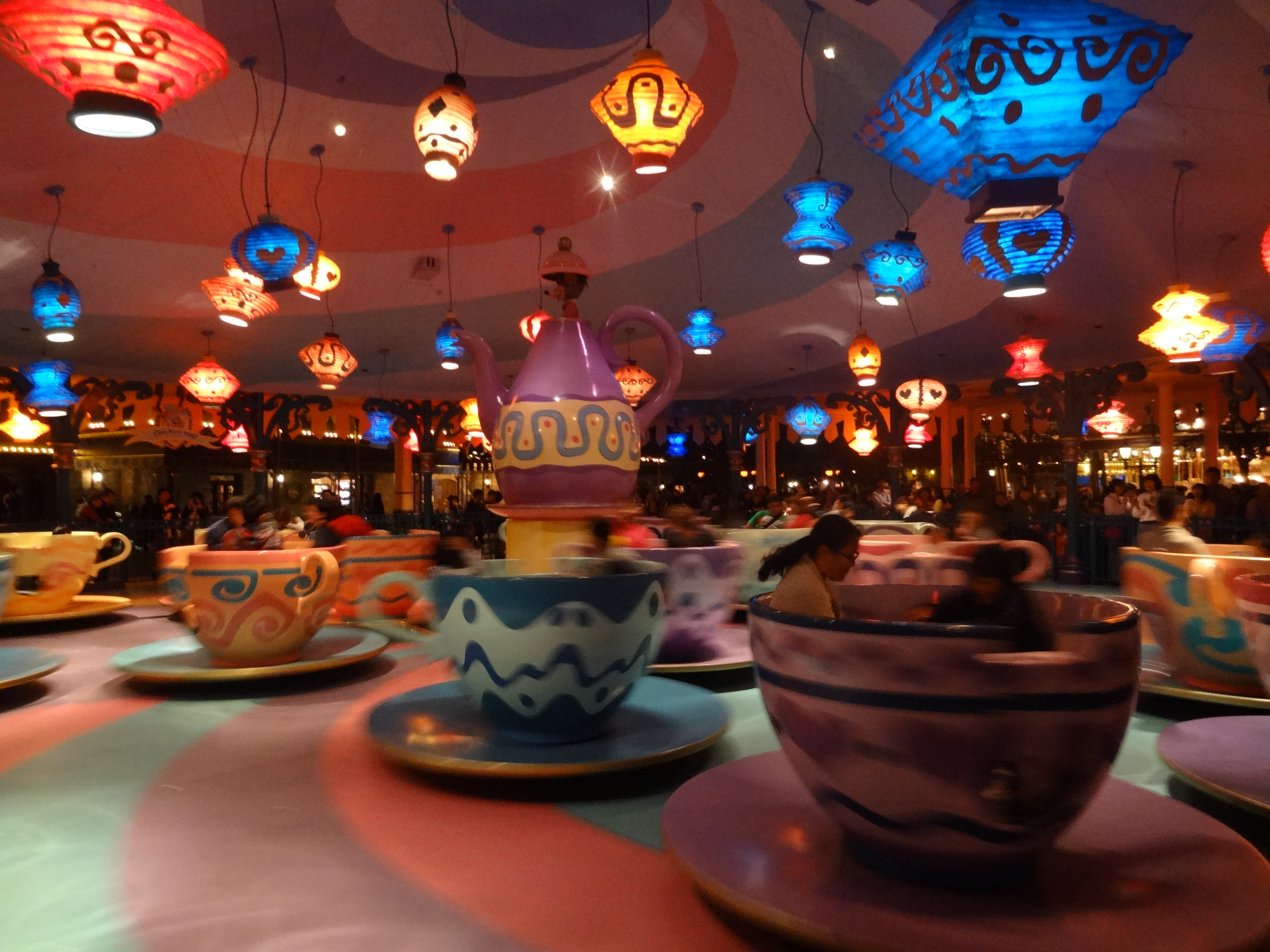
Alice's Tea Party à Tokyo Disneyland
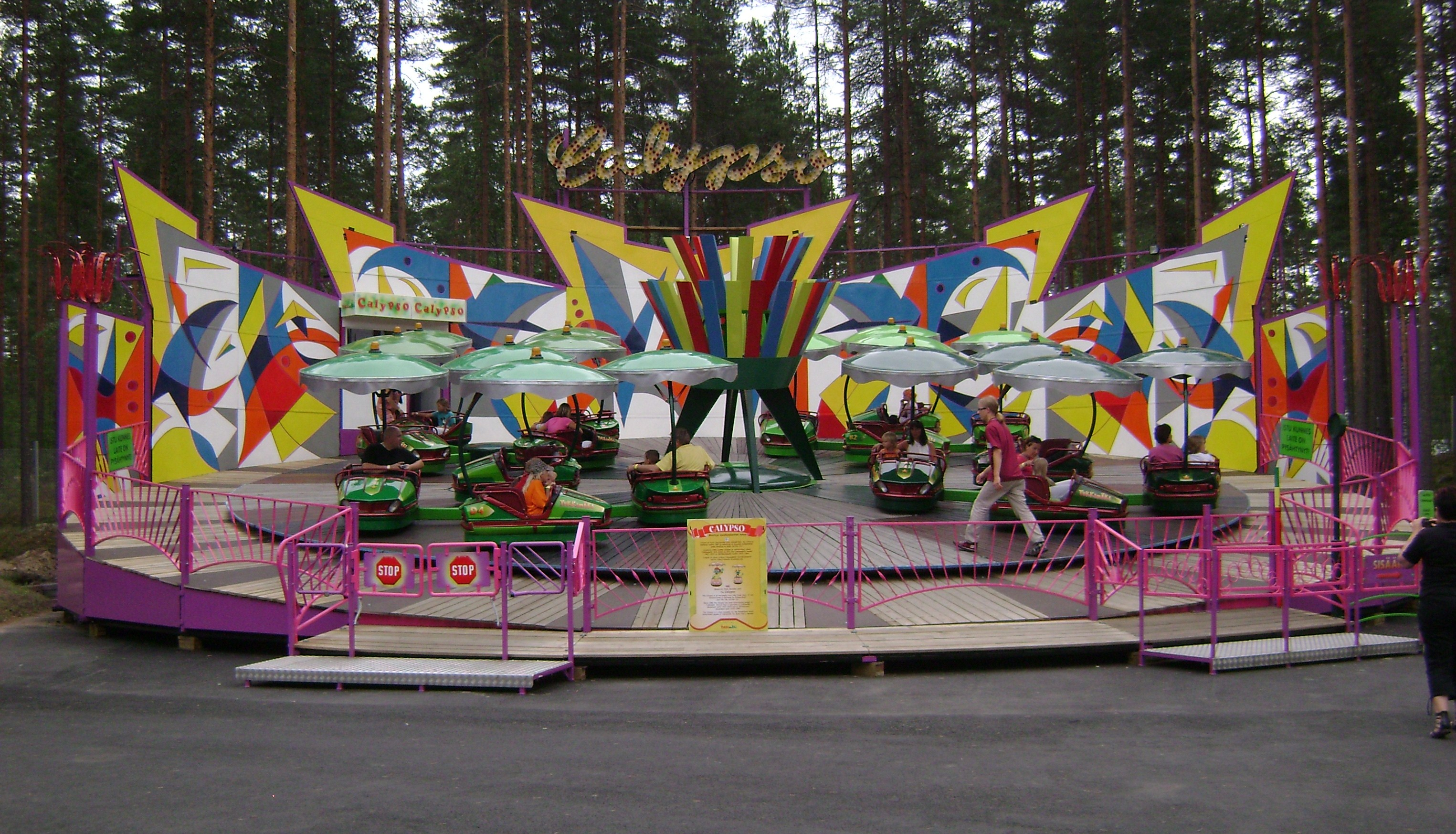
Calypso à Tykkimäki
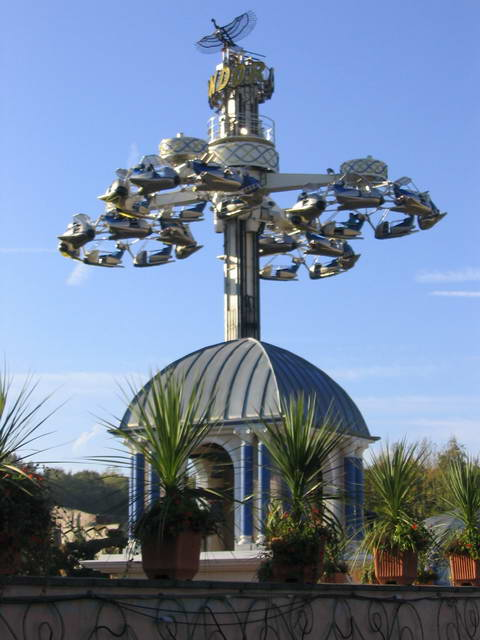
Condor à Phantasialand
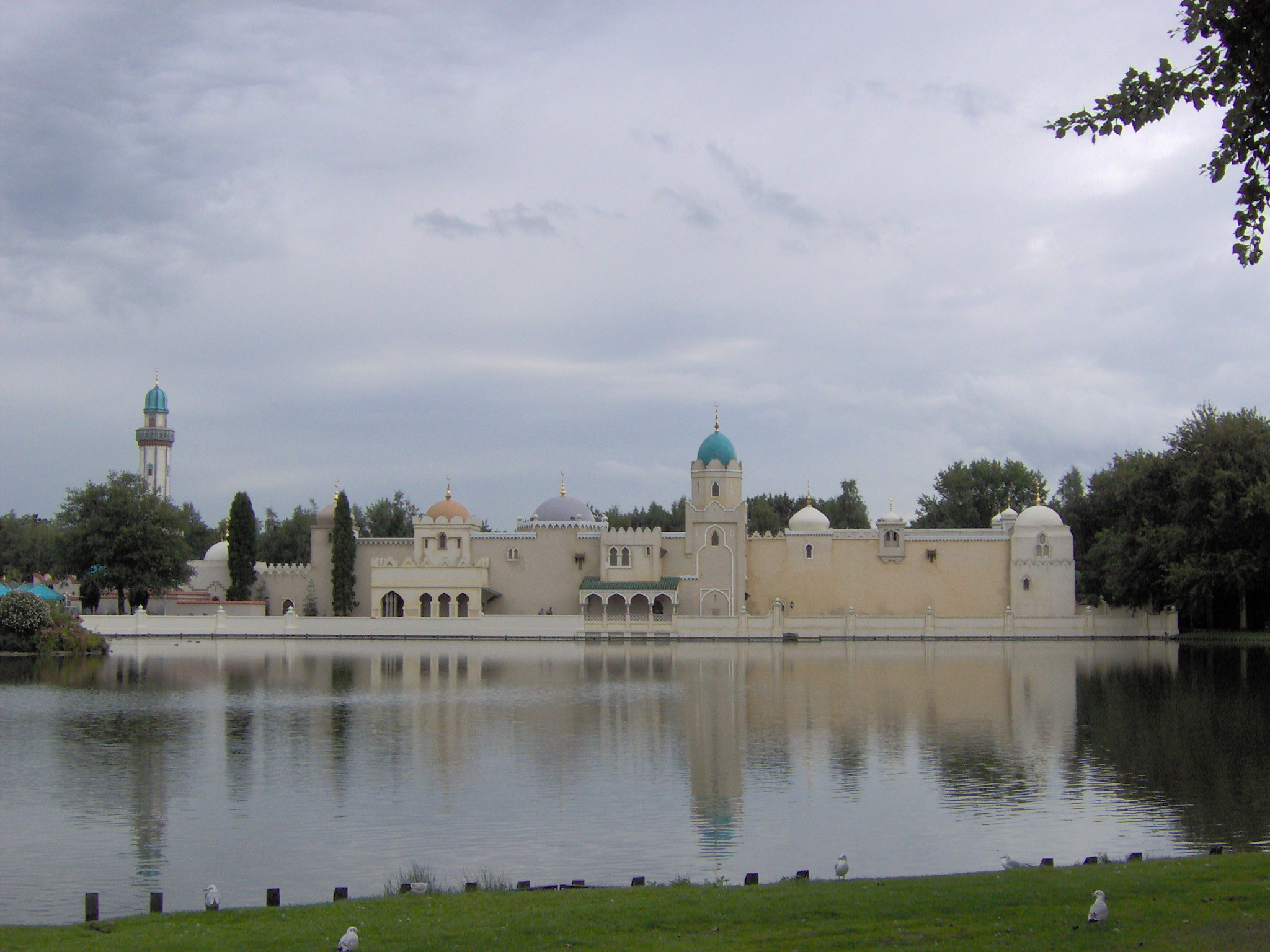
Fata Morgana à Efteling
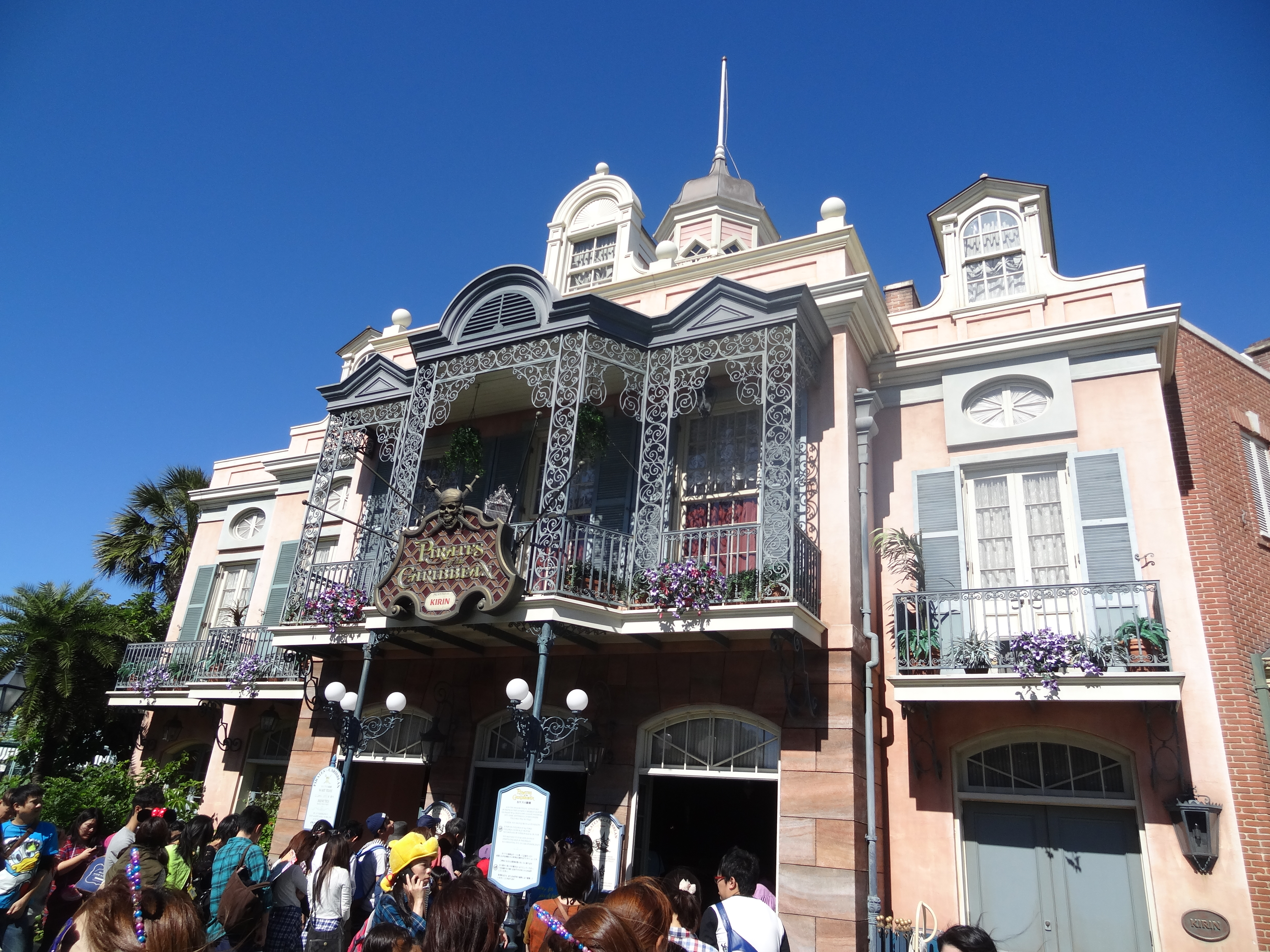
Pirates of the Caribbean à Tokyo Disneyland
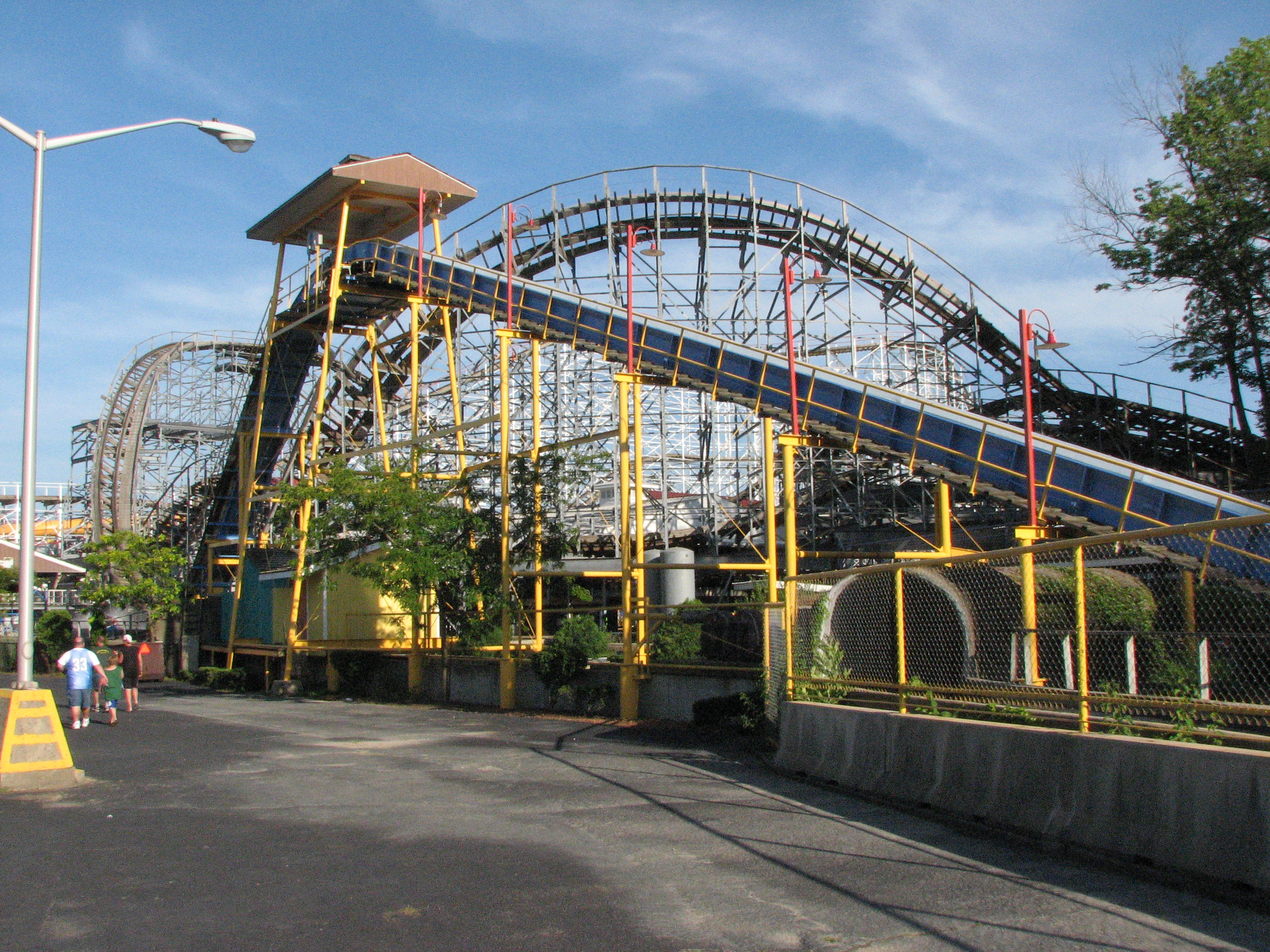
Rocky's Rapids à Indiana Beach
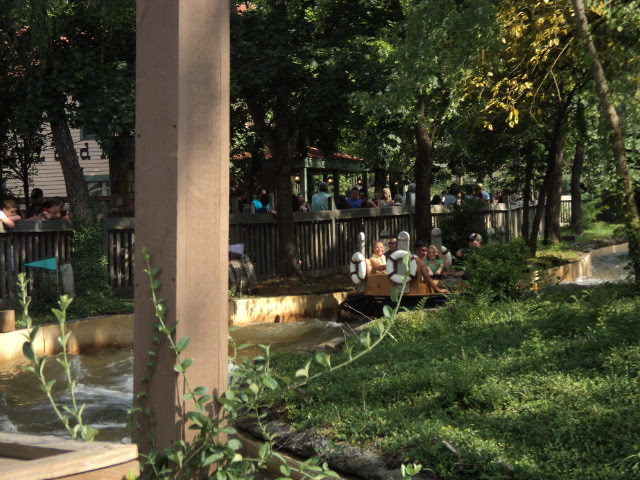
Smoky Mountain River Rampage à Dollywood
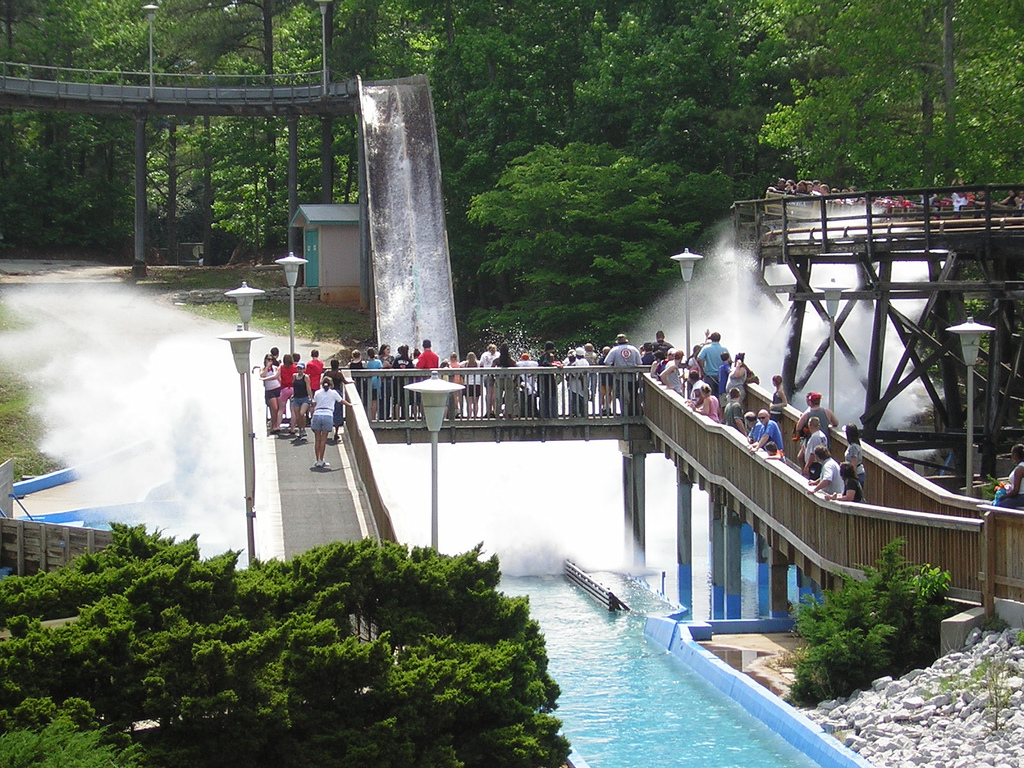
Splashwater Falls à Six Flags Over Georgia
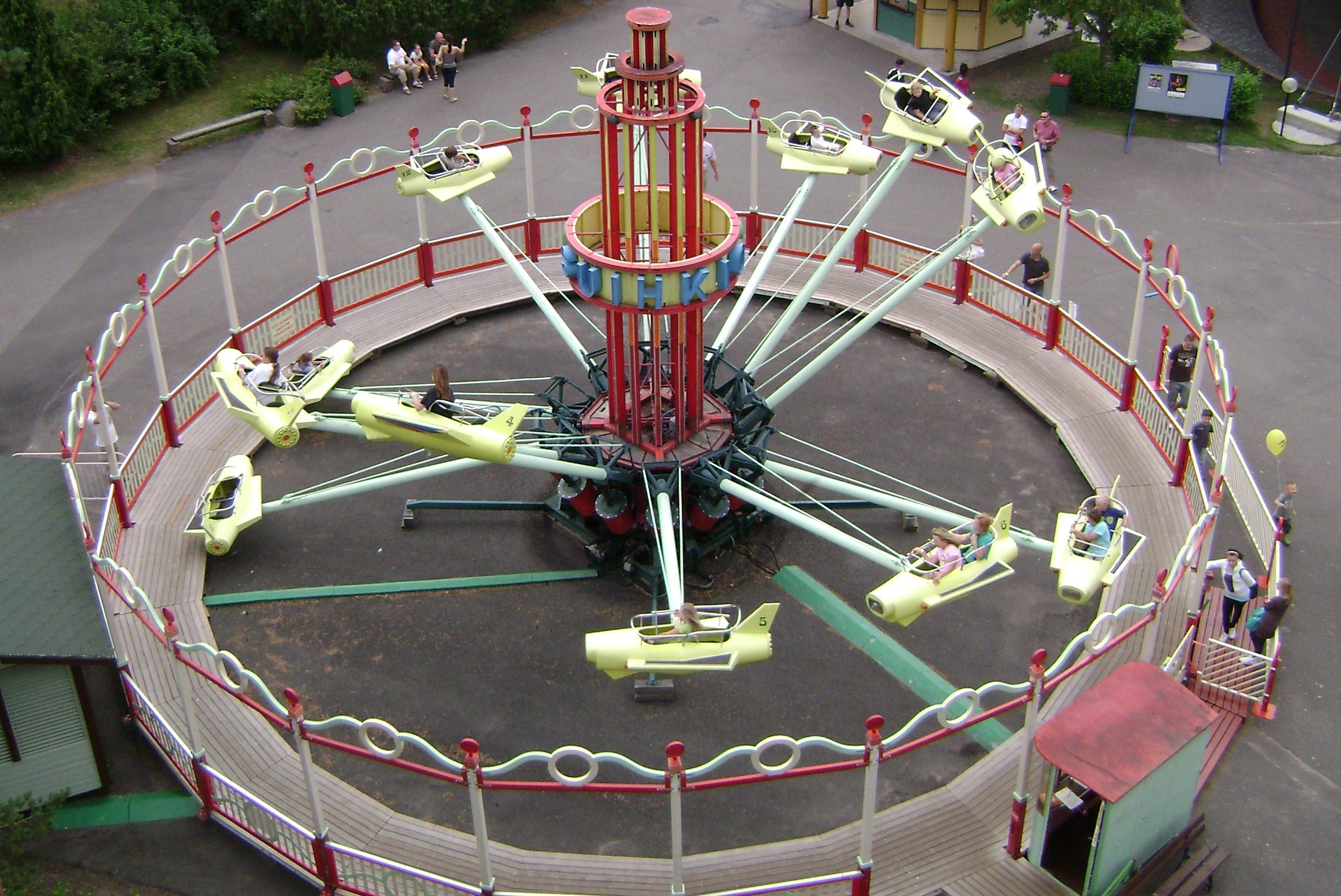
Suihkio à Tykkimäki
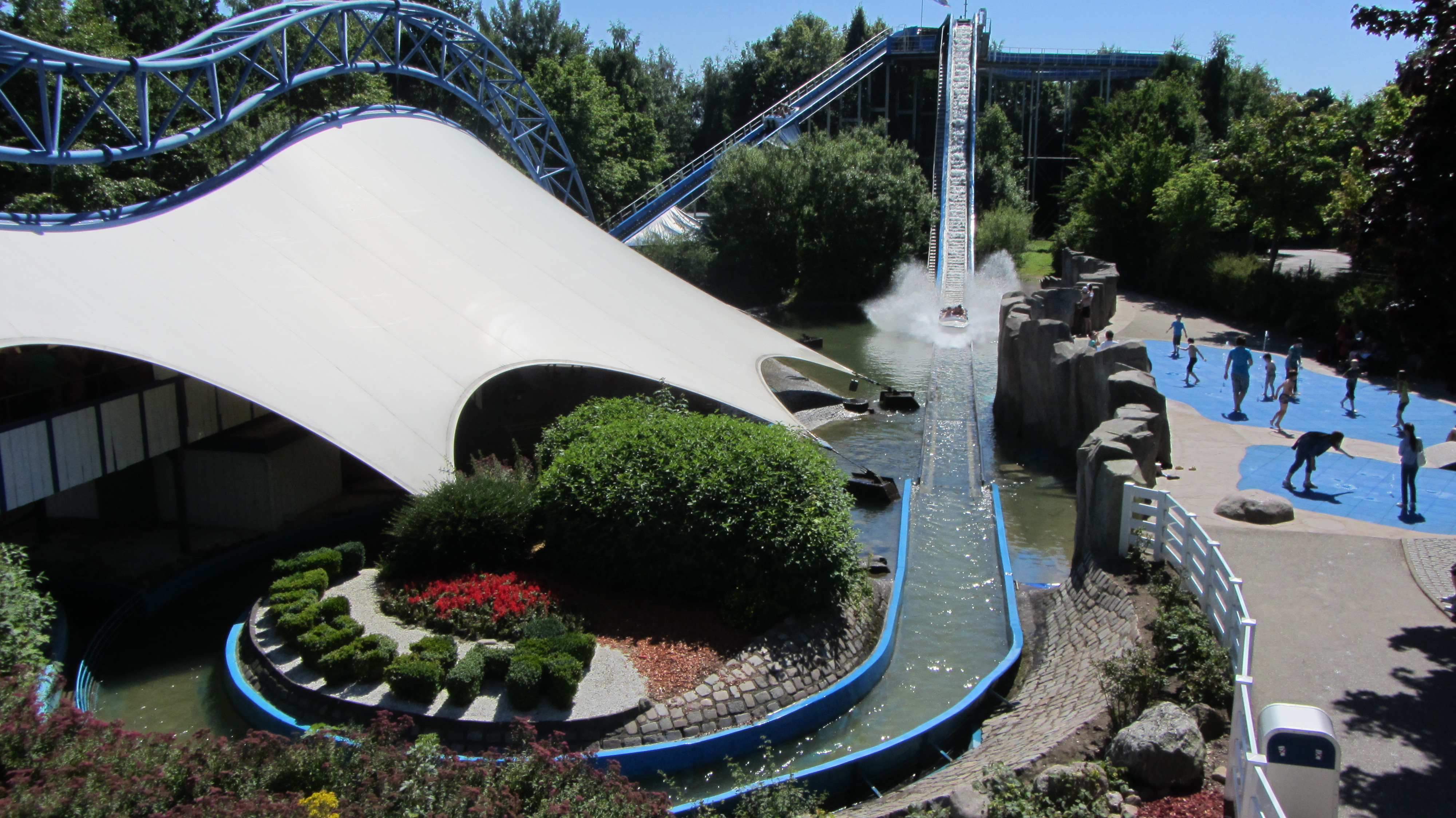
Super-Splash à Hansa-Park
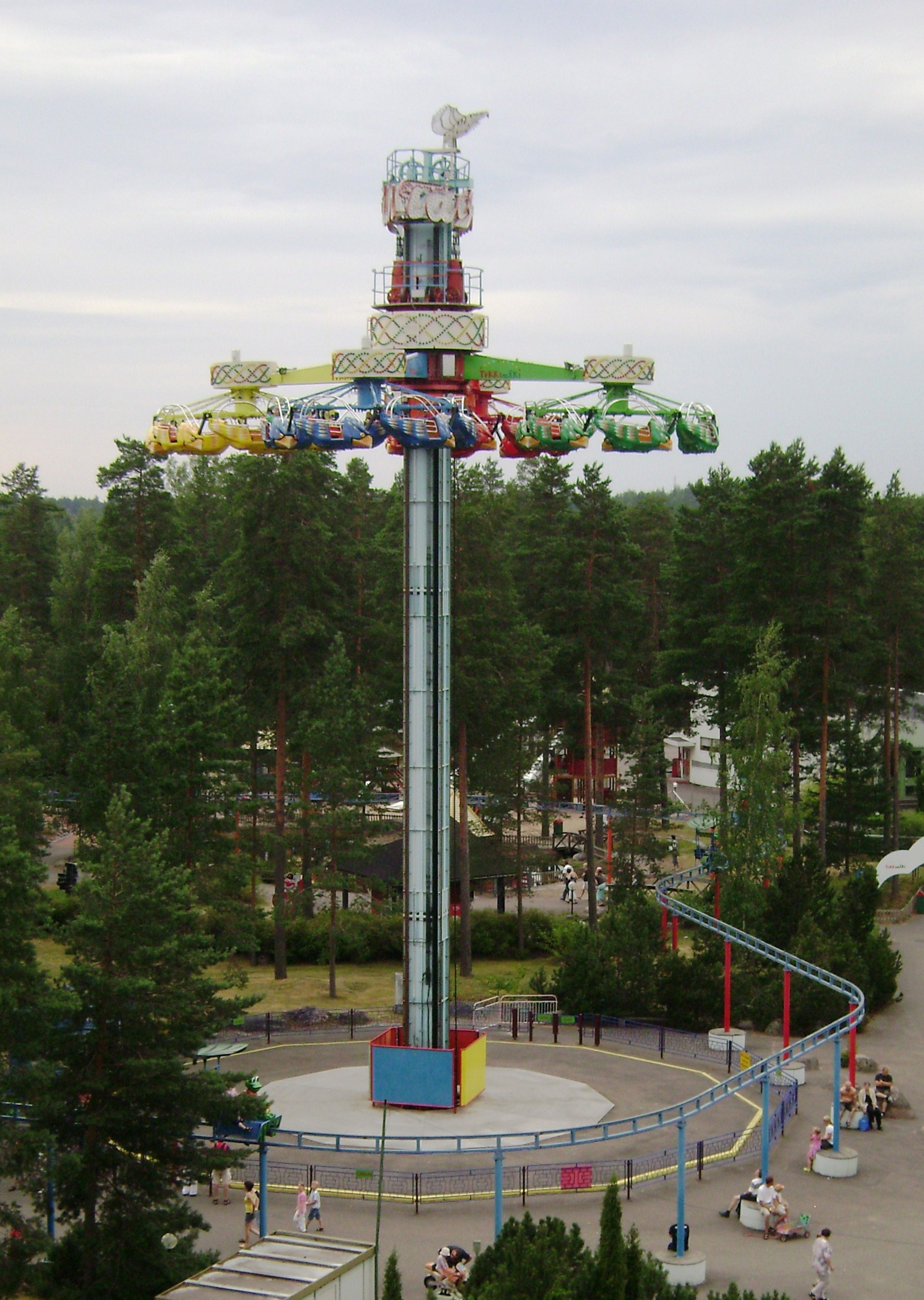
Taifun à Tykkimäki
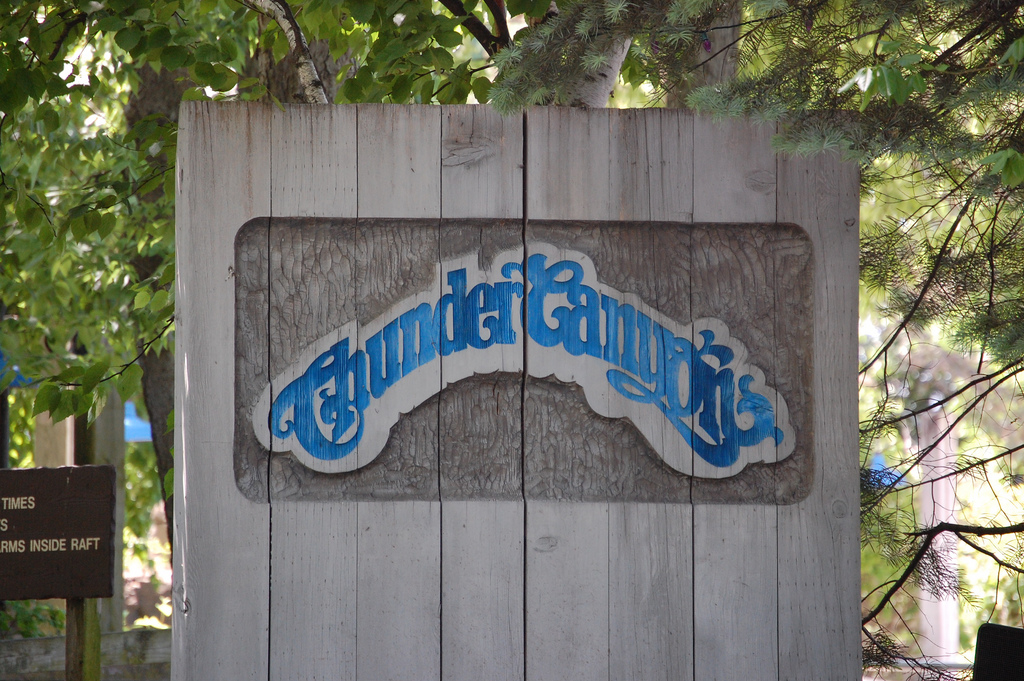
Enseigne de Thunder Canyon à Cedar Point
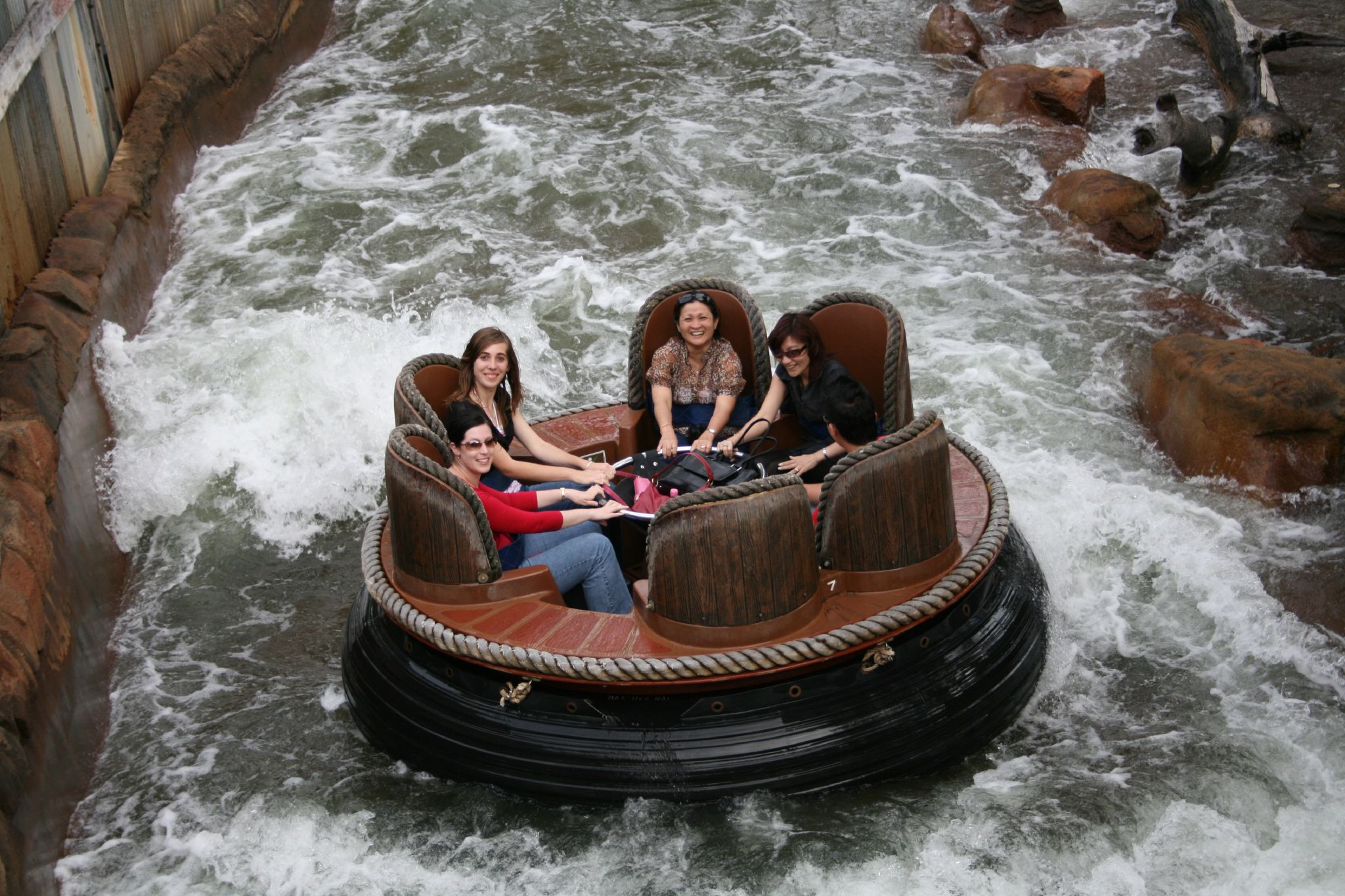
Thunder River Rapids à Dreamworld
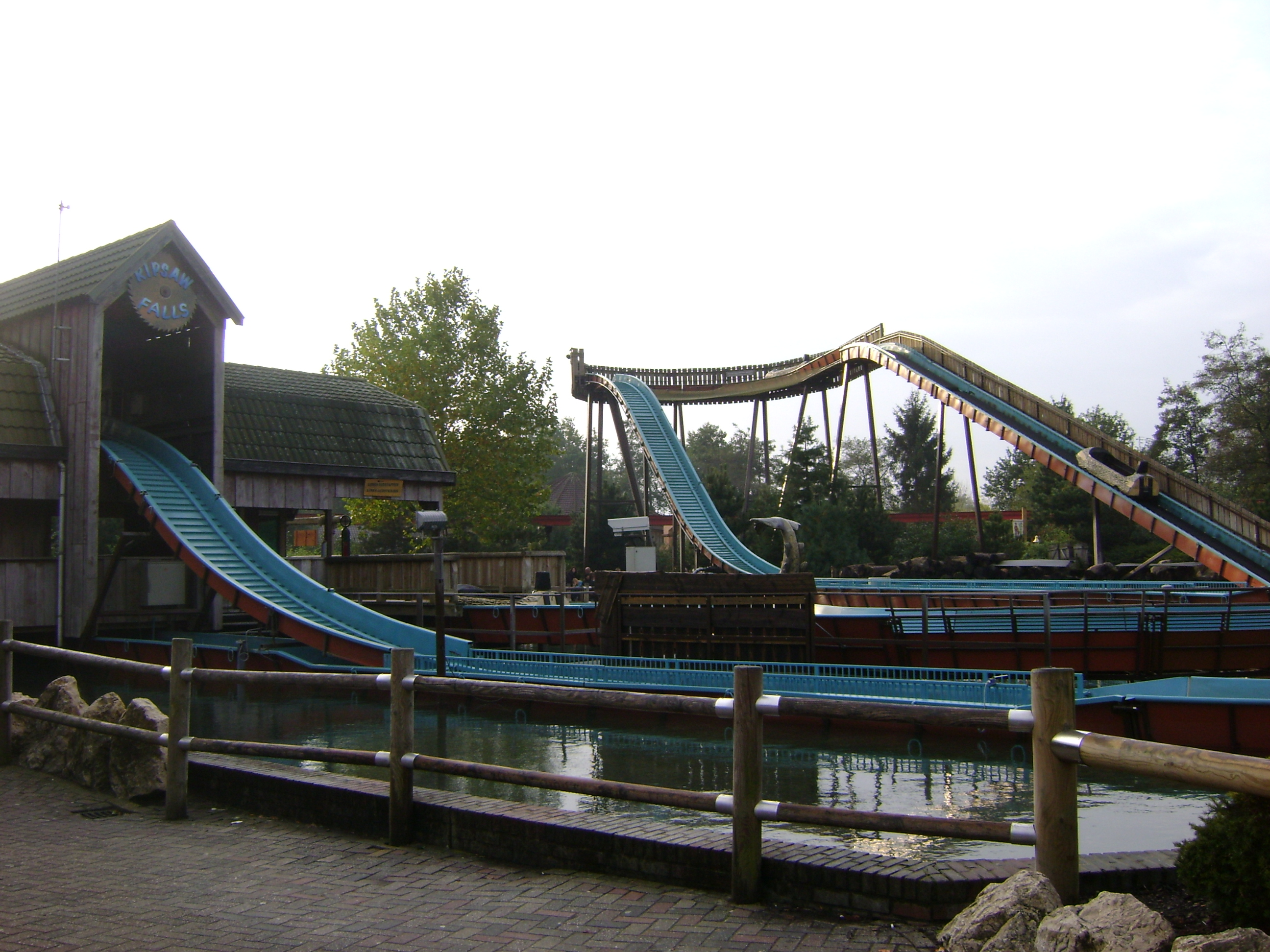
Wildwaterbaan à Attractiepark Slagharen